# Ice Hockey (computerspel uit 1988)
Ice Hockey (Japans: アイスホッケー) is een computerspel waarbij ijshockey gespeeld moet worden. Het spel werd ontwikkeld door Nintendo R&D3 en Pax Softnica. Het spel werd uitgebracht op 21 januari 1988 door Nintendo voor de Nintendo Entertainment System. Het speelveld wordt met bovenaanzicht getoond.

## Platforms
| Jaar | Platform                 |
| ---- | ------------------------ |
| 1988 | NES, Famicom Disk System |
| 2006 | Wii Virtual Console      |
| 2013 | Wii U Virtual Console    |

## Ontvangst
| Beoordeeld door                     | Platform            | Datum             | Score |
| ----------------------------------- | ------------------- | ----------------- | ----- |
| Power Play                          | NES                 | mei 1988          | 95%   |
| Video Games                         | NES                 | maart 1991        | 90%   |
| Digital Press - Classic Video Games | NES                 | 10 december 2003  | 90%   |
| Gamervision                         | NES                 | 19 juni 2008      | 80%   |
| GameCola.net                        | NES                 | februari 2004     | 76%   |
| The Video Game Critic               | NES                 | 18 oktober 2004   | 75%   |
| Nintendo Life                       | Wii Virtual Console | 12 december 2006  | 70%   |
| IGN                                 | Wii Virtual Console | 12 december 2006  | 70%   |
| Eurogamer.de                        | Wii Virtual Console | 19 januari 2007   | 60%   |
| Mag'64                              | Wii Virtual Console | 16 september 2010 | 40%   |